# Aliyanly
Aliyanly (azerbajdzjanska: Əliyanlı) är en ort i Azerbajdzjan.   Den ligger i distriktet Bərdə Rayonu, i den centrala delen av landet, 230 kilometer väster om huvudstaden Baku. Aliyanly ligger 82 meter över havet och antalet invånare är 754.
Terrängen runt Aliyanly är platt, och sluttar brant österut. Runt Aliyanly är det ganska tätbefolkat, med 129 invånare per kvadratkilometer.. Närmaste större samhälle är Barda, 3,8 kilometer norr om Aliyanly.
Trakten runt Aliyanly består till största delen av jordbruksmark.